# Slayers avskedsturné
Final World Tour var det amerikanska thrash metal-bandet Slayers sista turné och ägde rum under 2018-2019.

## Bakgrund
Det amerikanska thrash metal-bandet Slayer meddelade 22 januari 2018 att de skulle lägga ner bandet efter en sista världsturné. Dagen efter meddelades att den första delen av turnén skulle äga rum i Nordamerika under maj-juni 2018 med Lamb of God, Anthrax, Behemoth och Testament som support. I februari meddelades att den andra delen av Nordamerikaturnén under juli-augusti skulle ha samma förband förutom att Behemoth byttes ut mot Napalm Death.
I mars 2018 meddelades att den europeiska första delen av avskedsturnén skulle äga rum under november och december 2018. Den inleddes 1 november i Dublin, Irland och fortsatte med datum i bland annat England, Spanien, Tyskland och Polen. I december kom turnén till Skandinavien med konserter i Danmark, Sverige, Norge och Finland. Slayer hade då support av Anthrax, Lamb of God, och Obituary. I juni 2018 meddelades att Slayers sista spelning någonsin i Frankrike skulle äga rum under festivalen Hellfest i Clisson som gick av stapeln 21-23 juni 2019.
Den 3 augusti genomförde Slayer sin sista spelning i Europa på Hanns-Martin-Schleyer-Halle tyska Stuttgart. Support under kvällen var Anthrax och Alien Weaponry.
Den sista delen av den ett och ett halvt år långa avskedsturnén, kallad The Final Campaign, ägde rum i USA i november 2019 med allra sista konsertdatum 30 november i Los Angeles, Kalifornien.

## Spellista under turnén
Följande låtar spelades vid de flesta genomförda konserterna på turnén.

1. "Delusions of Saviour" (intro)
2. "Repentless"
3. "Blood Red"
4. "Disciple"
5. "Hate Worldwide"
6. "Mandatory Suicide"
7. "War Ensemble"
8. "Jihad"
9. "Postmortem"
10. "When the Stillness Comes"
11. "Payback"
12. "Seasons in the Abyss"
13. "Black Magic"
14. "Dittohead"
15. "Hell Awaits"
16. "Chemical Warfare"
17. "Dead Skin Mask"
18. "South of Heaven"
19. "Raining Blood"
20. "Angel of Death"

## Turnédatum
| Datum             | Stad                          | Land          | Spelplats                                     | Förband                                          |
| ----------------- | ----------------------------- | ------------- | --------------------------------------------- | ------------------------------------------------ |
| Nordamerika       |                               |               |                                               |                                                  |
| 10 maj 2018       | San Diego                     | USA           | Valley View Casino Center                     | Lamb of God Anthrax Behemoth Testament           |
| 11 maj 2018       | Irvine                        | USA           | FivePoint Amphitheatre                        | Lamb of God Anthrax Behemoth Testament           |
| 13 maj 2018       | Sacramento                    | USA           | Papa Murphy's Park at Cal Expo                | Lamb of God Anthrax Behemoth Testament           |
| 16 maj 2018       | Vancouver                     | Kanada        | Pacific Coliseum                              | Lamb of God Anthrax Behemoth Testament           |
| 17 maj 2018       | Penticton                     | Kanada        | South Okanagan Events Centre                  | Lamb of God Anthrax Behemoth Testament           |
| 19 maj 2018       | Calgary                       | Kanada        | The Big Four                                  | Lamb of God Anthrax Behemoth Testament           |
| 20 maj 2018       | Edmonton                      | Kanada        | Shaw Conference Centre                        | Lamb of God Anthrax Behemoth Testament           |
| 22 maj 2018       | Winnipeg                      | Kanada        | Bell MTS Place                                | Lamb of God Anthrax Behemoth Testament           |
| 24 maj 2018       | Minneapolis                   | USA           | The Armory                                    | Lamb of God Anthrax Behemoth Testament           |
| 25 maj 2018       | Chicago                       | USA           | Hollywood Casino Amphitheatre                 | Lamb of God Anthrax Behemoth Testament           |
| 27 maj 2018       | Detroit                       | USA           | Michigan Lottery Amphitheatre at Freedom Hill | Lamb of God Anthrax Behemoth Testament           |
| 9 maj 2018        | Toronto                       | Kanada        | Budweiser Stage                               | Lamb of God Anthrax Behemoth Testament           |
| 30 maj 2018       | Montreal                      | Kanada        | Place Bell                                    | Lamb of God Anthrax Behemoth Testament           |
| 1 juni 2018       | Uncasville                    | USA           | Mohegan Sun Arena                             | Lamb of God Anthrax Behemoth Testament           |
| 2 juni 2018       | Holmdel                       | USA           | PNC Bank Arts Center                          | Lamb of God Anthrax Behemoth Testament           |
| 4 juni 2018       | Reading                       | USA           | Santander Arena                               | Lamb of God Anthrax Behemoth Testament           |
| 6 juni 2018       | Cincinnati                    | USA           | Riverbend Music Center                        | Lamb of God Anthrax Behemoth Testament           |
| 7 juni 2018       | Cuyahoga Falls                | USA           | Blossom Music Center                          | Lamb of God Anthrax Behemoth Testament           |
| 9 juni 2018       | Pittsburgh                    | USA           | KeyBank Pavilion                              | Lamb of God Anthrax Behemoth Testament           |
| 10 juni 2018      | Bristow                       | USA           | Jiffy Lube Live                               | Lamb of God Anthrax Behemoth Testament           |
| 12 juni 2018      | Virginia Beach                | USA           | Veterans United Home Loans Amphitheater       | Lamb of God Anthrax Behemoth Testament           |
| 14 juni 2018      | Charlotte                     | USA           | PNC Music Pavilion                            | Lamb of God Anthrax Behemoth Testament           |
| 15 juni 2018      | Orlando                       | USA           | Orlando Amphitheater                          | Lamb of God Anthrax Behemoth Testament           |
| 17 juni 2018      | Houston                       | USA           | Smart Financial Centre                        | Lamb of God Anthrax Behemoth Testament           |
| 19 juni 2018      | Dallas                        | USA           | The Bomb Factory                              | Lamb of God Anthrax Behemoth Testament           |
| 20 juni 2018      | Austin                        | USA           | Austin360 Amphitheater                        | Lamb of God Anthrax Behemoth Testament           |
| Europa            |                               |               |                                               |                                                  |
| 21 juni 2018      | Reykjavik                     | Island        | Secret Solstice Festival                      |                                                  |
| Nordamerika       |                               |               |                                               |                                                  |
| 26 juli 2018      | Gilford                       | USA           | Bank of New Hampshire Pavilion                | Lamb of God Anthrax Testament Napalm Death       |
| 27 juli 2018      | Bangor                        | USA           | Impact Music Festival                         | Lamb of God Anthrax Testament Napalm Death       |
| 29 juli 2018      | Wantagh                       | USA           | Jones Beach Theater                           | Lamb of God Anthrax Testament Napalm Death       |
| 31 juli 2018      | Scranton                      | USA           | The Pavilion                                  | Lamb of God Anthrax Testament Napalm Death       |
| 1 augusti 2018    | Albany                        | USA           | Times Union Center                            | Lamb of God Anthrax Testament Napalm Death       |
| 3 augusti 2018    | Darien                        | USA           | Darien Lake Performing Arts Center            | Lamb of God Anthrax Testament Napalm Death       |
| 4 augusti 2018    | Syracuse                      | USA           | Lakeview Amphitheater                         | Lamb of God Anthrax Testament Napalm Death       |
| 6 augusti 2018    | London                        | Kanada        | Budweiser Gardens                             | Lamb of God Anthrax Testament Napalm Death       |
| 7 augusti 2018    | Grand Rapids                  | USA           | Van Andel Arena                               | Lamb of God Anthrax Testament Napalm Death       |
| 9 augusti 2018    | Maryland Heights              | USA           | Hollywood Casino Amphitheatre                 | Lamb of God Anthrax Testament Napalm Death       |
| 10 augusti 2018   | Atlanta                       | USA           | Cellairis Amphitheatre at Lakewood            | Lamb of God Anthrax Testament Napalm Death       |
| 12 augusti 2018   | Nashville                     | USA           | Nashville Municipal Auditorium                | Lamb of God Anthrax Testament Napalm Death       |
| 13 augusti 2018   | Rogers, Arkansas              | USA           | Walmart AMP                                   | Lamb of God Anthrax Testament Napalm Death       |
| 15 augusti 2018   | San Antonio                   | USA           | Freeman Coliseum                              | Lamb of God Anthrax Testament Napalm Death       |
| 16 augusti 2018   | Oklahoma City                 | USA           | The Zoo Amphitheatre                          | Lamb of God Anthrax Testament Napalm Death       |
| 18 augusti 2018   | Denver                        | USA           | Fiddler's Green Amphitheatre                  | Lamb of God Anthrax Testament Napalm Death       |
| 19 augusti 2018   | Salt Lake City                | USA           | USANA Amphitheatre                            | Lamb of God Anthrax Testament Napalm Death       |
| 21 augusti 2018   | Boise                         | USA           | Ford Idaho Center                             | Lamb of God Anthrax Testament Napalm Death       |
| 23 augusti 2018   | Ridgefield                    | USA           | Sunlight Supply Amphitheater                  | Lamb of God Anthrax Testament Napalm Death       |
| 24 augusti 2018   | Auburn                        | USA           | White River Amphitheater                      | Lamb of God Anthrax Testament Napalm Death       |
| 26 augusti 2018   | San Jose                      | USA           | SAP Center                                    | Lamb of God Anthrax Testament Napalm Death       |
| Europa            |                               |               |                                               |                                                  |
| 1 november 2018   | Dublin                        | Irland        | 3Arena                                        | Lamb of God Anthrax Obituary                     |
| 3 november 2018   | London                        | England       | Wembley Arena                                 | Lamb of God Anthrax Obituary                     |
| 5 november 2018   | Cardiff                       | England       | Cardiff Arena                                 | Lamb of God Anthrax Obituary                     |
| 7 november 2018   | Birmingham                    | England       | Birmingham Arena                              | Lamb of God Anthrax Obituary                     |
| 9 november 2018   | Manchester                    | England       | Manchester Arena                              | Lamb of God Anthrax Obituary                     |
| 10 november 2018  | Newcastle                     | England       | Metro Radio Arena                             | Lamb of God Anthrax Obituary                     |
| 12 november 2018  | Glasgow                       | England       | SSE Hydro                                     | Lamb of God Anthrax Obituary                     |
| 14 november 2018  | Dortmund                      | Tyskland      | Westfalenhalle                                | Lamb of God Anthrax Obituary                     |
| 15 november 2018  | Zwolle                        | Nederländerna | IJsselhallen                                  | Lamb of God Anthrax Obituary                     |
| 17 november 2018  | Madrid                        | Spanien       | Palacio Vistalegre                            | Lamb of God Anthrax Obituary                     |
| 18 november 2018  | Barcelona                     | Spanien       | Palau Sant Jordi                              | Lamb of God Anthrax Obituary                     |
| 20 november 2018  | Milano                        | Italien       | Mediolanum Forum                              | Lamb of God Anthrax Obituary                     |
| 21 november 2018  | Wien                          | Österrike     | Wiener Stadthalle                             | Lamb of God Anthrax Obituary                     |
| 22 november 2018  | Zürich                        | Schweiz       | Halle 622                                     | Lamb of God Anthrax Obituary                     |
| 24 november 2018  | Freiburg                      | Tyskland      | Stadthalle                                    | Lamb of God Anthrax Obituary                     |
| 26 november 2018  | Hamburg                       | Tyskland      | Barclaycard Arena                             | Lamb of God Anthrax Obituary                     |
| 27 november 2018  | Łódź                          | Polen         | Atlas Arena                                   | Lamb of God Anthrax Obituary                     |
| 29 november 2018  | München                       | Tyskland      | Olympiahalle                                  | Lamb of God Anthrax Obituary                     |
| 30 november 2018  | Erfurt                        | Tyskland      | Messehalle                                    | Lamb of God Anthrax Obituary                     |
| 2 december 2018   | Berlin                        | Tyskland      | Mercedes-Benz Arena                           | Lamb of God Anthrax Obituary                     |
| 3 december 2018   | Köpenhamn                     | Danmark       | Royal Arena                                   | Lamb of God Anthrax Obituary                     |
| 5 december 2018   | Stockholm                     | Sverige       | Hovet                                         | Lamb of God Anthrax Obituary                     |
| 6 december 2018   | Oslo                          | Norge         | Oslo Spektrum                                 | Lamb of God Anthrax Obituary                     |
| 8 december 2018   | Helsingfors                   | Finland       | Helsingfors Ishall                            | Lamb of God Anthrax Obituary                     |
| Oceanien          |                               |               |                                               |                                                  |
| 7 mars 2019       | Brisbane                      | Australien    | The Riverstage                                | Anthrax Behemoth                                 |
| 9 mars 2019       | Melbourne                     | Australien    | Download Festival                             |                                                  |
| 11 mars 2019      | Sydney                        | Australien    | Download Festival                             |                                                  |
| 13 mars 2019      | Adelaide                      | Australien    | Adelaide Entertainment Centre                 | Anthrax Behemoth                                 |
| 23 mars 2019      | Manila                        | Filippinerna  | Pulp Summer Slam                              | Anthrax                                          |
| Nordamerika       |                               |               |                                               |                                                  |
| 2 maj 2019        | Phoenix                       | USA           | Ak-Chin Pavilion                              | Lamb of God Amon Amarth Cannibal Corpse          |
| 3 maj 2019        | Albuquerque                   | USA           | Isleta Amphitheater                           | Lamb of God Amon Amarth Cannibal Corpse          |
| 5 maj 2019        | El Paso                       | USA           | Don Haskins Center                            | Lamb of God Amon Amarth Cannibal Corpse          |
| 7 maj 2019        | Edinburg                      | USA           | Bert Ogden Arena                              | Lamb of God Amon Amarth Cannibal Corpse          |
| 8 maj 2019        | Irving                        | USA           | Toyota Music Factory                          | Lamb of God Amon Amarth Cannibal Corpse          |
| 10 maj 2019       | Tampa                         | USA           | MidFlorida Credit Union Amphitheatre          | Lamb of God Amon Amarth Cannibal Corpse          |
| 11 maj 2019       | West Palm Beach               | USA           | Coral Sky Amphitheatre                        | Lamb of God Amon Amarth Cannibal Corpse          |
| 13 maj 2019       | Huntington                    | USA           | Big Sandy Superstore Arena                    | Lamb of God Amon Amarth Cannibal Corpse          |
| 14 maj 2019       | Columbia, Maryland            | USA           | Merriweather Post Pavilion                    | Lamb of God Amon Amarth Cannibal Corpse          |
| 16 maj 2019       | Noblesville                   | USA           | Ruoff Home Mortgage Music Center              | Lamb of God Amon Amarth Cannibal Corpse          |
| 17 maj 2019       | Bonner Springs                | USA           | Providence Medical Center Amphitheater        | Lamb of God Amon Amarth Cannibal Corpse          |
| 19 maj 2019       | Clarkston, Michigan           | USA           | DTE Energy Music Theatre                      | Lamb of God Amon Amarth Cannibal Corpse          |
| 20 maj 2019       | Youngstown                    | USA           | Covelli Centre                                | Lamb of God Amon Amarth Cannibal Corpse          |
| 22 maj 2019       | Ottawa                        | Kanada        | Canadian Tire Centre                          | Lamb of God Amon Amarth Cannibal Corpse          |
| 24 maj 2019       | Camden                        | USA           | BB&T Pavilion                                 | Lamb of God Amon Amarth Cannibal Corpse          |
| 25 maj 2019       | Mansfield                     | USA           | Xfinity Center                                | Lamb of God Amon Amarth Cannibal Corpse          |
| Europa            |                               |               |                                               |                                                  |
| 4 juni 2019       | Gliwice                       | Polen         | Gliwice Arena                                 | Behemoth                                         |
| 6 juni 2019       | Sölvesborg                    | Sverige       | Sweden Rock Festival                          | —                                                |
| 8 juni 2019       | Nürburg                       | Tyskland      | Rock am Ring                                  | —                                                |
| 9 juni 2019       | Nuremberg                     | Tyskland      | Rock im Park                                  | —                                                |
| 11 juni 2019      | Budapest                      | Ungern        | László Papp Budapest Sports Arena             | Anthrax                                          |
| 13 juni 2019      | Leipzig                       | Tyskland      | Arena Leipzig                                 | Anthrax Alien Weaponry                           |
| 14 juni 2019      | Nickelsdorf                   | Österrike     | Nova Rock Festival                            | —                                                |
| 16 juni 2019      | Castle Donington              | England       | Download Festival                             | —                                                |
| 19 juni 2019      | Genève                        | Schweiz       | SEG Geneva Arena                              | Anthrax                                          |
| 21 juni 2019      | Dessel                        | Belgien       | Graspop Metal Meeting                         | —                                                |
| 23 juni 2019      | Clisson                       | Frankrike     | Hellfest                                      | —                                                |
| 25 juni 2019      | Prag                          | Tjeckien      | Tipsport Arena                                | Anthrax                                          |
| 28 juni 2019      | Oslo                          | Norge         | Tons Of Rock                                  | —                                                |
| 29 juni 2019      | Helsingfors                   | Finland       | Tuska Open Air                                | —                                                |
| 3 juli 2019       | Viveiro                       | Spanien       | Resurrection Fest                             | —                                                |
| 5 juli 2019       | Lissabon                      | Portugal      | Vagos Open Air                                | —                                                |
| 7 juli 2019       | Verona                        | Italien       | Rock the Castle                               | —                                                |
| 10 juli 2019      | Bukarest                      | Rumänien      | Metalheadmeeting                              | —                                                |
| 11 juli 2019      | Sofia                         | Bulgarien     | Sofia Airport Park                            | Satyricon                                        |
| 13 juli 2019      | Aten                          | Grekland      | AthensRocks                                   | Rotting Christ Suicidal Angels Leprous           |
| Nordamerika       |                               |               |                                               |                                                  |
| 26 juli 2019      | Edmonton                      | Kanada        | Chaos AB Festival                             | —                                                |
| 28 juli 2019      | Montreal                      | Kanada        | Heavy Montréal                                | —                                                |
| Europa            |                               |               |                                               |                                                  |
| 2 augusti 2019    | Wacken, Schleswig-Holstein    | Tyskland      | Wacken Open Air                               | —                                                |
| 3 augusti 2019    | Stuttgart                     | Tyskland      | Hanns-Martin-Schleyer-Halle                   | Anthrax Alien Weaponry                           |
| Nordamerika       |                               |               |                                               |                                                  |
| 13 september 2019 | Chicago                       | USA Riot Fest | —                                             | —                                                |
| Sydamerika        |                               |               |                                               |                                                  |
| 27 september 2019 | Quito                         | Ecuador       | Coliseo General Rumiñahui                     | —                                                |
| 29 september 2019 | Buenos Aires                  | Argentina     | Estadio Luna Park                             | —                                                |
| 2 oktober 2019    | São Paulo                     | Brasilien     | Espaco das Américas                           | Claustrofobia                                    |
| 4 oktober 2019    | Rio de Janeiro                | Brasilien     | Rock In Rio                                   | —                                                |
| 6 oktober 2019    | Santiago                      | Chile         | Gets Louder Festival                          | Anthrax Kreator Pentagram Chile                  |
| 8 oktober 2019    | Viña del Mar                  | Chile         | Sporting Club                                 | Anthrax                                          |
| Nordamerika       |                               |               |                                               |                                                  |
| 11 oktober 2019   | Manchester                    | USA           | Exit 111 Festival                             | —                                                |
| 2 november 2019   | Asheville                     | USA           | ExploreAsheville.com Arena                    | Primus Ministry Philip H. Anselmo & The Illegals |
| 3 november 2019   | Raleigh                       | USA           | PNC Arena                                     | Primus Ministry Philip H. Anselmo & The Illegals |
| 5 november 2019   | Salem                         | USA           | Salem Civic Center                            | Primus Ministry Philip H. Anselmo & The Illegals |
| 6 november 2019   | Hershey, Pennsylvania         | USA           | Giant Center                                  | Primus Ministry Philip H. Anselmo & The Illegals |
| 8 november 2019   | Springfield                   | USA           | MassMutual Center                             | Primus Ministry Philip H. Anselmo & The Illegals |
| 9 november 2019   | New York                      | USA           | Madison Square Garden                         | Primus Ministry Philip H. Anselmo & The Illegals |
| 11 november 2019  | Louisville                    | USA           | KFC Yum! Center                               | Primus Ministry Philip H. Anselmo & The Illegals |
| 12 november 2019  | Columbus                      | USA           | Nationwide Arena                              | Primus Ministry Philip H. Anselmo & The Illegals |
| 14 november 2019  | Moline                        | USA           | TaxSlayer Center                              | Primus Ministry Philip H. Anselmo & The Illegals |
| 15 november 2019  | Sioux Falls                   | USA           | Denny Sanford Premier Center                  | Primus Ministry Philip H. Anselmo & The Illegals |
| 17 november 2019  | Fargo                         | USA           | Fargodome                                     | Primus Ministry Philip H. Anselmo & The Illegals |
| 18 november 2019  | Omaha                         | USA           | CHI Health Center                             | Primus Ministry Philip H. Anselmo & The Illegals |
| 20 november 2019  | Colorado Springs              | USA           | Broadmoor World Arena                         | Primus Ministry Philip H. Anselmo & The Illegals |
| 22 november 2019  | [[Billings, Montana\|Billings | USA           | Rimrock Auto Arena]]                          | Primus Ministry Philip H. Anselmo & The Illegals |
| 24 november 2019  | Spokane                       | USA           | Spokane Arena                                 | Primus Ministry Philip H. Anselmo & The Illegals |
| 26 november 2019  | Oakland                       | USA           | Oakland Arena                                 | Primus Ministry Philip H. Anselmo & The Illegals |
| 27 november 2019  | Las Vegas                     | USA           | MGM Grand Garden Arena                        | Primus Ministry Philip H. Anselmo & The Illegals |
| 29 november 2019  | Inglewood, Kalifornien        | USA           | The Forum                                     | Primus Ministry Philip H. Anselmo & The Illegals |
| 30 november 2019  | Inglewood, Kalifornien        | USA           | The Forum                                     | Primus Ministry Philip H. Anselmo & The Illegals |

## Medverkande
| Slayer - Tom Araya – sång, bas - Kerry King – gitarr - Gary Holt – gitarr - Paul Bostaph – trummor Lamb of God - Randy Blythe - sång - Mark Morton - gitarr - Willie Adler - gitarr - John Campbell - bas - Chris Adler - trummor Anthrax - Joey Belladonna - sång - Jonathan Donais - gitarr - Scott Ian - gitarr, bakgrundssång - Frank Bello - bas, bakgrundssång - Charlie Benante - trummor | Behemoth - Nergal - sång, gitarr - Seth - gitarr, bakgrundssång - Orion - bas, bakgrundssång - Inferno - trummor Testament - Chuck Billy - sång - Eric Peterson - gitarr, bakgrundssång - Alex Skolnick - gitarr, bakgrundssång - Steve DiGiorgio - bas, bakgrundssång - Gene Hoglan - trummor | Napalm Death - Mark "Barney" Greenwa- sång - John Cooke - gitarr - Shane Embury - bas - Danny Herrera - trummor Obituary - John Tardy - sång - Kenny Andrews - gitarr - Trevor Peres – gitarr - Terry Butler – bas - Donald Tardy - trummor |